# Chimonocalamus
Chimonocalamus es un género de plantas herbáceas de la tribu del bambú en la familia de las poáceas. Comprende 20 especies descritas y de estas, solo 14 aceptadas.

## Taxonomía
El género fue descrito por J.R.Xue & T.P.Yi y publicado en Acta Botanica Yunnanica 1(2): 75–76. 1979.

## Especies aceptadas
A continuación se brinda un listado de las especies del género Chimonocalamus aceptadas hasta noviembre de 2013, ordenadas alfabéticamente. Para cada una se indica el nombre binomial seguido del autor, abreviado según las convenciones y usos.  
- Chimonocalamus burmaensis (C.S.Chao & Renvoize) D.Z.Li
- Chimonocalamus delicatus Hsueh & T.P.Yi
- Chimonocalamus dumosus Hsueh & T.P.Yi
- Chimonocalamus fimbriatus Hsueh & T.P.Yi
- Chimonocalamus gallatlyi (Gamble) Hsueh & T.P.Yi
- Chimonocalamus griffithianus (Munro) Hsueh & T.P.Yi
- Chimonocalamus longiligulatus Hsueh & T.P.Yi
- Chimonocalamus longispiculatus R.B.Majumdar
- Chimonocalamus longiusculus Hsueh & T.P.Yi
- Chimonocalamus lushaiensis Ohrnb.
- Chimonocalamus makuanensis Hsueh & T.P.Yi
- Chimonocalamus montanus Hsueh & T.P.Yi
- Chimonocalamus pallens Hsueh & T.P.Yi
- Chimonocalamus tortuosus Hsueh & T.P.Yi